# Dermanura
Dermanura é um gênero de morcegos da família Phyllostomidae.

## Nomenclatura e taxonomia
Considerado como um subgênero de Artibeus, foi elevado a categoria de gênero distinto.
Espécies reconhecidas:
- Dermanura anderseni (Osgood, 1916)
- Dermanura azteca (Andersen, 1906)
- Dermanura bogotensis (Andersen, 1906)
- Dermanura cinerea (Gervais, 1856)
- Dermanura glaucus (Thomas, 1893)
- Dermanura gnoma (Thomas, 1893)
- Dermanura phaeotis (Miller, 1902)
- Dermanura rava (Miller, 1902)
- Dermanura rosenbergi (Thomas, 1897)
- Dermanura tolteca (Saussure, 1860)
- Dermanura watsoni (Thomas, 1901)